# پریش سنت دیوید، دومینیکا
پریش سنت دیوید، دومینیکا (به لاتین: Saint David Parish, Dominica) یکی از پریش‌های دومینیکا است که مرکز آن شهر روزلی می‌باشد.

## خصوصیات
پریش سنت دیوید ۶٬۰۴۳ نفر جمعیت دارد.